# Wilhelm Selkmann
Gerhard Heinrich Bernhard Wilhelm Selkmann (* 7. März 1818 in Krapendorf; † 10. April 1913 in Wiesbaden) war ein deutscher Ministerialbeamter, Politiker und Parlamentarier im Großherzogtum Oldenburg.

## Leben
Selkmann war der Sohn des Advokaten Johann Bernard Josef Selkmann und der Anna Caroline geb. Wesselmann. Nach dem Besuch des Gymnasiums Carolinum in Osnabrück absolvierte Selkmann von 1835 bis 1836 das philosophische Propädeutikum an der Akademie in Münster. Anschließend studierte er Rechtswissenschaft an der Ruprecht-Karls-Universität Heidelberg und der Georg-August-Universität Göttingen. 1837 wurde er Mitglied des Corps Guestphalia Heidelberg. 1838 schloss er sich dem Corps Guestphalia Göttingen an. 1840 legte er das Tentamen ab. 1842 wurde er Auditor beim Amt Abbehausen sowie provisorisch und 1845 nach bestandenem juristischen Examen definitiv Sekretär bei der Kirchenkommission Oldenburg.
1845 wechselte Selkmann als Regierungssekretär und Armenadvokat zur Regierung des Fürstentums Birkenfeld. Im Herbst 1849 kehrte er nach Oldenburg zurück und wurde Ministerialassessor beim dortigen Staatsministerium, wo er insbesondere an der Reorganisation der inneren Verwaltung arbeitete. 1850 wurde er zum Mitglied der Revisionsbehörde in Oldenburg ernannt und 1856 zum Ministerialrat befördert. Als Mitglied der Gesetzeskommission war er 1858 Teil der Redaktionskommission für das neue oldenburgische Strafgesetzbuch. weiterhin war er auch Mitglied der vorbereitenden Kommission für die Verwaltungsreform von 1868, mit der die moderne Ministerialverfassung im Großherzogtum eingeführt wurde. 1861 war er neben seinen sonstigen Aufgaben Vorsitzender des Rekrutierungskollegiums.
1869 wurde Selkmann zum Vortragenden Rat im Departement des Inneren ernannt. Zugleich war er Referent beim Departement der Justiz und Mitglied der Kommission zur Wahrnehmung der staatlichen Rechte gegenüber der katholischen Kirche. Selkmann war seit 1872 stellvertretendes und seit 1875 ordentliches Mitglied des Aufsichtskollegiums der Oldenburgischen Landesbank. 1876 wurde er zum Staatsrat ernannt. Zusätzlich wurde er 1882 Vorsitzender der Kommission für das Heimatwesen. 1888 schied er mit dem Titel Geheimer Staatsrat aus dem Staatsministerium aus und übersiedelte nach Berlin, um sich vollamtlich der Vertretung Oldenburgs im Bundesrat widmen zu können. Am 1. April 1901 trat er in den Ruhestand ein und lebte zuletzt in Wiesbaden.

### Abgeordneter
Nach der Deutschen Revolution 1848/49 engagierte sich Selkmann auch politisch. Er gehörte 1848/49, 1851/52 und 1857–1869 dem Oldenburgischen Landtag an. Er galt als gemäßigt liberaler Abgeordneter und arbeitete politisch insbesondere mit Maximilian Heinrich Rüder zusammen.
1849 nahm er an der Gothaer Versammlung teil. Im Januar 1850 war er zusammen mit Rüder und Carl Zedelius Mitglied des Volkshauses des Erfurter Unionsparlaments als Abgeordneter des Wahlbezirks 3 des Großherzogtums Oldenburg (Delmenhorst, Vechta, Cloppenburg). Er gehörte der rechtsliberalen Fraktion der Verfassungspartei an, die wegen des Fehlens linksliberaler und demokratischer Abgeordneter die Linke des Parlaments bildete.
Mit seiner Kandidatur als Nationalliberaler zum Reichstag des Norddeutschen Bundes 1867 und 1871 war er nicht erfolgreich. Vom 13. März 1872 bis zum 31. Dezember 1887 war er stellvertretender Bevollmächtigter und vom 1. Januar 1888 bis zum 31. März 1901 Bevollmächtigter des Großherzogtums Oldenburg zum Bundesrat (Deutsches Reich). 1878/79 war er entschiedener Gegner der Schutzzollpolitik Otto von Bismarcks.

### Familie
Selkmann heiratete Florentine geb. Zumloh († 1926). Die gemeinsame Tochter Ida (* 1866) heiratete 1886 den späteren General der Infanterie, Kriegsminister und Chef des Großen Generalstabs Erich von Falkenhayn (1861–1922).

## Auszeichnungen
- Geheimer Ministerialrat, 1869
- Geheimer Oberregierungsrat, 1873
- Geheimer Staatsrat, 1881
- Geheimer Rat mit dem Prädikat Exzellenz, 1888
- Wirklicher Geheimer Rat[2]
- Oldenburgischer Haus- und Verdienstorden des Herzogs Peter Friedrich Ludwig

- Ritterkreuz II. Klasse, 1860
- Ritterkreuz I. Klasse, 1867
- Kapitularritter, 1875
- Komtur, 1878
- Kapitularkomtur, 1884
- Ehren-Großkomtur, 1892
- Kapitular-Großkomtur, 1895
- Ehrenkreuz mit der goldenen Krone, 1900

- Königlicher Kronen-Orden (Preußen) II. Klasse, 1874
- Luxemburgischen Orden der Eichenkrone, Großoffizier, 1875
- Lippischer Hausorden mit der goldenen Krone, 1880
- Orden Heinrichs des Löwen, Kommandeur I. Klasse
- Ehrenkreuz von Schwarzburg I. Klasse, 1885
- Hausorden Albrechts des Bären, Kommandeur II. Klasse, 1886